# 山本紀夫
山本 紀夫（やまもと のりお、1943年 - ）は、日本の民族学者・人類学者。国立民族学博物館名誉教授。専攻は、民族植物学・農耕文化（アンデス地方）・山岳人類学。

## 来歴・人物
1943年大阪市生まれ。1976年に京都大学探検部が派遣したアンデス栽培植物調査隊に参加。1970年京都大学農学部農林生物学科卒業、1976年同大学院農学研究科博士課程単位取得退学。1978年に「トウガラシの起源と栽培化」で農学博士（京都大学）。国立民族学博物館助手、助教授、教授、同博物館民族学研究開発センター教授、同博物館民族文化研究部教授、2006年度秩父宮記念山岳賞受賞。2007年定年退任、名誉教授。

## 著作

### 単著
- 『インカの末裔たち』NHKブックス 1992
- 『旅と歩んだ私の半生 生きる楽しさと厳しさの記録』文芸社 1999
- 『ジャガイモとインカ帝国―文明を生んだ植物』東京大学出版会 2004
- 『ラテンアメリカ楽器紀行 ヒストリア』山川出版社 2005
- 『雲の上で暮らす―アンデス・ヒマラヤ高地民族の世界』ナカニシヤ出版 2006
- 『ジャガイモのきた道―文明･飢饉･戦争』岩波新書 2008
- 『天空の帝国インカ―その謎に挑む』PHP新書 2011
- 『梅棹忠夫―「知の探検家」の思想と生涯』中公新書 2012
- 『トウガラシの世界史―辛くて熱い「食卓革命」』中公新書 2016
- 『コロンブスの不平等交換―作物・奴隷・疫病の世界史』角川選書 2017
  - 新編『先住民から見た世界史―コロンブスの「新大陸発見」』角川ソフィア文庫 2023
- 『高地文明―「もう一つの四大文明」の発見』中公新書 2021

### 編著
- 『酒作りの民族誌―世界の秘酒・珍酒増補』八坂書房 2008
- 『トウガラシ讃歌』八坂書房 2010
- 『熱帯高地の世界―「高地文明」の発見に向けて』ナカニシヤ出版 2019

### 共編著
- 『木の実の文化誌』松山利夫共編、朝日選書 1992
- 『ヒマラヤの環境誌―山岳地域の自然とシェルバの世界』稲村哲也共編、八坂書房 2000
- 『酒作りの民族誌』吉田集而共編、八坂書房 2000
- 『山の世界―自然･文化･暮らし』梅棹忠夫共編、岩波書店 2004